# Bolbogonium kabulicum
Bolbogonium kabulicum är en skalbaggsart som beskrevs av Nikolajev och Kabakov 1977. Bolbogonium kabulicum ingår i släktet Bolbogonium och familjen Bolboceratidae. Inga underarter finns listade.